# Henderson (cráter)

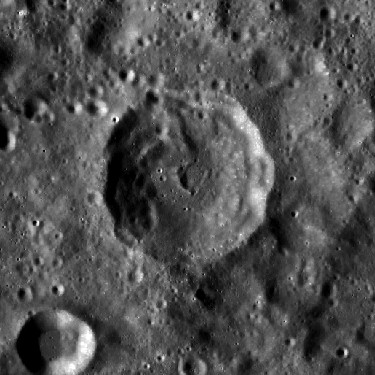
Fotografía de la misión Lunar Reconnaissance Orbiter

Henderson es un cráter situado en la cara oculta de la Luna. Se encuentra al este de la enorme planicie amurallada del cráter Mendeleev.
Se trata de un cráter desgastado, con un borde poco profundo. No presenta impactos significativos sobre el borde o el interior, salvo un cráter más pequeño y algo desgastado se une al borde exterior del lado sur. Una cresta de material discurre desde el borde noroeste hasta el punto medio de la plataforma central. Henderson se encuentra dentro de los restos erosionados de un cráter más antiguo y de mayor tamaño.

## Cráteres satélite
Por convención estos elementos se identifican en los mapas lunares colocando la letra en el lado del punto medio del cráter que está más cercano a Henderson.
|           | \| Henderson \| Coordenadas \| Diámetro \| \| --------- \| ---------------------------- \| -------- \| \| B \| 7°36′N 153°12′E / 7.6, 153.2 \| 18 km \| \| F \| 4°42′N 155°42′E / 4.7, 155.7 \| 14 km \| \| G \| 3°36′N 155°48′E / 3.6, 155.8 \| 46 km \| \| Q \| 3°24′N 151°00′E / 3.4, 151.0 \| 17 km \| |          |
| Henderson | Coordenadas | Diámetro |
| B         | 7°36′N 153°12′E / 7.6, 153.2 | 18 km    |
| F         | 4°42′N 155°42′E / 4.7, 155.7 | 14 km    |
| G         | 3°36′N 155°48′E / 3.6, 155.8 | 46 km    |
| Q         | 3°24′N 151°00′E / 3.4, 151.0 | 17 km    |